# Pociąg do Hollywood
Pociąg do Hollywood – polska komedia obyczajowa z 1987 w reżyserii Radosława Piwowarskiego.
Zdjęcia do filmu były kręcone w Trzebnicy oraz na Dworcu Głównym we Wrocławiu i przystanku kolejowym Gruszeczka w gminie Milicz.
Film otrzymał Nagrodę Publiczności na Międzynarodowym Festiwalu w Orleanie (Francja) i Brązowe Lwy Gdańskie dla Jerzego Stuhra za najlepszą rolę drugoplanową na Festiwalu Filmów Polskich w 1987.

## Fabuła
Bufetowa Mariola Wafelek jest zafascynowana Marilyn Monroe i marzy o karierze w Stanach Zjednoczonych, w tym celu namiętnie pisze listy do amerykańskiego reżysera Billy’ego Wildera.

## Główne role
- Katarzyna Figura – Mariola Wafelek „Merlin”
- Piotr Siwkiewicz – Piotruś
- Rafał Węgrzyniak – Rafał
- Grażyna Kruk-Frymar – Sandra, współlokatorka Merlin
- Eugeniusz Priwieziencew – milioner Żenia
- Krystyna Feldman – pani Krysia, strażniczka w Fabryce Snów Nr 1
- Barbara Grochmalska – Helenka, siostra Merlin
- Jerzy Stuhr – reżyser Zdzich
- Wojciech Skibiński – ojciec